# A Sokoró térség társadalomföldrajza
A Sokoró vagy Sokoró térség a Sokorói-dombság körül elhelyezkedő településeket foglalja magába. A Sokoró Program és Érdekszövetség nevű kistérségi önkormányzati szövetségnek 16 település és a Győr megyei város önkormányzata a tagja.

## A térség települései
- Győr-Moson-Sopron megye:

Écs, Felpéc, Győr – Ménfőcsanak, Győrság – (Sághalomalja), Győrújbarát, Győrasszonyfa, Győrság, Győrszemere, Kajárpéc, Koroncó, Nyalka, Nyúl, Pannonhalma Pázmándfalu, Ravazd, Románd, Sokorópátka, Táp, Tápszentmiklós, Tarjánpuszta, Tényő, Töltéstava.
- Veszprém megye:

Gic – Hathalom, Lovászpatona, Nagydém.

## Gazdaság
A térség települései Győr vonzáskörzetébe tartoznak, hiszen a legtávolabbi település is 30 km-es körzeten belül található. Az elmúlt történelmi időszakban Győr közelsége és a győri iparfejlesztés következtében fellépő munkaerőigény meghatározó lett a térség gazdaságára. A Győri ipari park munkaerő-felvétele ingázásra kényszerítette az embereket. A biztosnak tűnő megélhetés, a lakásépítési program olcsó tömeglakásai, párosulva az elmúlt rendszer ideológiájával a falvakból történő elköltözésre serkentették a lakosságot. A rendszerváltást követően szembetalálta magát egy iparosított város, egy szinte iparfejlesztés nélkül maradt térséggel. Az ingázás továbbra is jellemző a térség községeire, de korántsem olyan jelentős, mint a rendszerváltást megelőzően volt. Ennek oka többek között a győri iparvállalatok gazdasági gondjai és ennek következményeként a munkaerő iránti kereslet visszaesése. Ezt alátámasztja a térségre jellemző viszonylag magas munkanélküliségi ráta: 7,8–8,4% (1993-as adat). Ez a szám az országosnál ugyan alacsonyabb, de figyelembe kell venni azt a térségi tapasztalatot, hogy a térségből Győrbe költözött lakosok között nagyon sok olyan van aki egy gazdasági fellendülés esetén visszaköltözne.

### Problémák
A térség településeiben működő szövetkezetek kevés kivételtől eltekintve megszűntek. Az új gazdálkodók képzetlenek, hiszen a szocialista típusú szövetkezetekben egy szűk vezetői réteg rendelkezett a gazdálkodáshoz szükséges szakmai tudással. Az új földtulajdonosok a megszűnt a megszűnt szövetkezetek gazdálkodási hagyományait próbálják folytatni. A termesztett növények köre a szövetkezeti gazdálkodásban megszokott növényekre terjed ki. Ez a gyakorlat rövid távon is gazdasági csődöt jelent a következők miatt:
- A nagyüzemben gazdaságosan termelhető növények (kalászosok, kukorica, napraforgó stb.) kis parcellákon termelve veszteségesek.
- Nagy a beruházásigénye a fent említett növények termelésének.
- A térség domborzati viszonyai miatt a lejtős domboldalakon a hagyományosan termesztett növények termésátlagai alacsonyak, ami szintén lehetetlenné teszi a jövedelmező termelést.
- A hagyományos mezőgazdasági növényekkel való gazdálkodás csak nagyobb területen gazdaságos, ezért sokan bérbe adják a földjüket.

A fentiekből következik, hogy nagy lesz a mezőgazdasági termelésből kiábrándult rétegek aránya, ami morális lezülléshez és újabb elvándorláshoz vezethet, főleg a fiatalok körében.
Nincs a térségi ökológiai lehetőségeken alapuló gazdasági stratégia:
- hiányzik a feldolgozókapacitás
- nincs piaci és marketingstratégia
- hiányzik a tanácsadási rendszer

Kereslet és kínálat összhangjának vizsgálata, az erős és gyenge pontok:
Erős vagy kedvező tényezők:

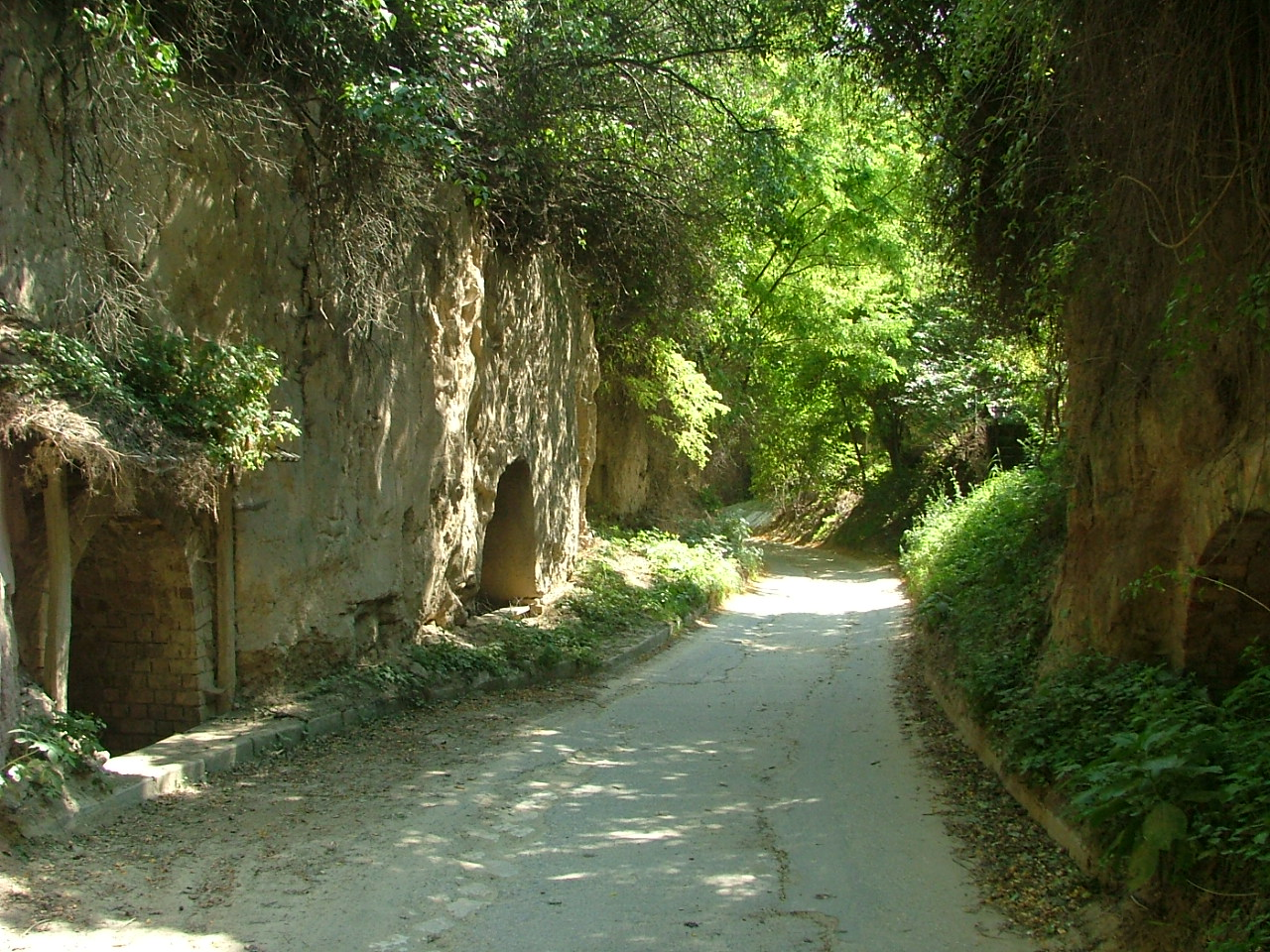
A "Szurdik" (Nyúl községben)

- Kedvező természetföldrajzi adottságok
- Természetvédelmi terület (Pannonhalmi Tájvédelmi Körzet)
- Kedvező földrajzi fekvés, (Győr közeliség)
- Ritka előfordulású állatok és növények
- Termálvíz-előfordulások
- Nagy számú építészeti, népépítészeti emlék
- Országos jelentőségű szakrális emlék (Bencés főapátság és templom Pannonhalmán)
- Nagyszámú borospince és borkóstolási lehetőség
- Számos tájház és helytörténeti kiállítás
- Zenei rendezvény (orgonahangverseny a Pannonhalmi Főapátságban)
- Viszonylagosan jó vendéglátóipari ellátottság
- Magas arányú belföldi idegenforgalom

Gyenge, azaz kedvezőtlen tényezők:
- Általában gyengén fejlett infrastruktúra
- Viszonylagosan kevés a kereskedelmi szálláshelyek száma
- Kevés a színvonalas vendéglátóipari egység

A térség potenciális lehetőségei feltáratlanok
- turisztikai szempontból jelentős természeti és kulturális értékek
- lehetséges fejlődési irányok, kisközösségekben és családi vállalkozásokban rejlő lehetőségek
- termálvízkészlet hasznosításának lehetőségei
- megoldatlan az önálló gazdálkodásra nem képes, gyakorlatias (lassú felfogású) fiatalok foglalkoztatása.

## Közlekedés
Győr fontos közlekedési csomópont, jól megközelíthető vasúton, közúton és vízen is. A Fertő-tavi és szigetközi kerékpárutakról is jól megközelíthető. A turizmus a Sokorón a Bakony hegységen keresztül egészen a Balatonig vezethető, ezáltal három eltérő természeti adottságokkal rendelkező tájon lehet áthaladni, ami mindenképpen növeli az útvonal turisztikai értékét. A bakonyi kisközségek bekapcsolásával egy másik térség gazdasági helyzetére is kedvező hatással lesz a sokorói túrák indítása.

## Infrastruktúra
A Sokoró térség infrastruktúrái ellátottsága viszonylagosan jónak mondható, de vannak olyan települések, ahol az még az alapinfrastruktúrák is hiányosak. Amíg ezeket nem pótolják nem tud kiépülni a szakinfrastruktúra (elszállásolás, étkeztetés, programszervezés) sem, így Győr erős elszívó hatása továbbra is megmarad, és a térség idegenforgalomból származó bevételét a város teszi zsebre.

## Népesség

### Demográfia
Igen fontos mutató a demográfiai elemzéseknél az adott térség vagy település korstruktúrája, azaz a népesség kormegoszlása. Kihatása van a korösszetételnek a születés és halálozási arányra, így a természetes szaporodásra is, de legalább ilyen mértékben befolyásolja a népesség gazdasági aktivitását, összefüggésben van az iskolai végzettséggel, a nemek arányával és kihat a település mindennapi életére, gazdálkodására.
A korstruktúránál általában a fiatal (14 év alatti) és az idős (60 év feletti) népesség megoszlását vizsgálják, illetve a belőlük képzett elöregedési indexet, amely a 60 év feletti/14 év alattiak arányából adódik.
- A Sokoró térség népességszáma: 27614 fő
- A népességszám változás 1949-1993 között: -15,0%
- A népességszám változás 1980-1990 között:
  - Élve születés: 12,3%
  - Halálozás: 14,4%
  - Természetes szaporulat: -2,1%
  - Vándorlás: -4,8%

A Sokoró térség népessége fogy, mind természetes szaporulata, mind negatív vándorlási különbözete révén, így a vidék népessége összességében kissé öregszik. Ezt még elöregedésnek nem lehet nevezni , mivel az elöregedési indexe még 1,0-nél kevesebb, azaz több a fiatal, mint az idős, de a trend veszélyes. Míg az 1970-es évtizedben valamelyest még javult is a korstruktúra, addig 1980-tól kezdve folyamatosan és gyorsulóan romlik. A térségben a népességszám-csökkenés nem túl régi keletű, fölerősödése meg csupán egy évtizede tapasztalható, ezért az elöregedés még a 90-es években sem fog gondként jelentkezni. Ha azonban a népességváltozás trendje nem módosul, úgy a következő évtizedben az elöregedés fel fog gyorsulni és hamar túllépi az 1,0-es indexet, az elöregedés lélektani határát.
A térség korstruktúrája mind 1980-ban, mind 1990-ben hasonló volt, mint a megye falvainak összessége, de természetesen eltért, kedvezőtlenebb volt a megyei összestől, hiszen ott a városok is megjelentek. Kissé csökkent a 14 év alattiak aránya, de viszonylag jelentősen nőtt az időseké. A számok még nem aggasztóak, de a trend kedvezőtlen.
A térségen belül jelentős különbségek vannak a települések között. A legöregebb korstruktúrájú népesség Nyalkán van, ahol az elöregedési index 1,68, de rajta kívül még Tápon, Pázmándfalun és Sokorópátkán a legkedvezőtlenebb a korösszetétel. Ezekben a falvakban találjuk a legtöbb idős embert, így Nyalkán 29,5%, Pázmándfalun 26,3%, Tápon pedig 25,0% a 60 év felettiek aránya. Ugyanitt vannak a legalacsonyabb arányban természetesen a 0-14 év közöttiek is (15,0-17,0%) jelezvén az elöregedésből fakadó alacsony születésszámokat.
Legkedvezőbb, legfiatalabb a korstruktúra Győrszemere, Pannonhalma, Koroncó és Nyúl településeken, ahol az elöregedési index 0,90 alatti, a legjobb Győrszemerén, ahol 0,69.
Fenti településeken legtöbb a fiatalok aránya (Győrszemere 24,2%) és ezzel párhuzamosan a legkisebb a 60 év felettiek aránya (Győrszemere és Pannonhalma 16,7%). Nem sokkal marad el az előbbiektől Győrasszonyfa, Győrság, és Győrújbarát népességének korstruktúrája, melyek szintén a térség átlagánál kedvezőbbek.
Megfigyelhető, hogy a korstruktúra szintén összefüggésben van a települések nagyságával és közlekedés-földrajzi helyzetével csakúgy, mint maga a népességszám változás volt. A kisebb kedvezőtlenebb elérhetőségű falvak jobban, a nagyobb, a természeti és gazdasági térben jobb pozícióban lévők pedig kevésbé elöregedettek.

### Nemzetiségi megoszlás
A Sokoró térség csaknem színtiszta magyar nemzetiségű vidék. A lakosság 99,3%-a magyar, mindössze 0,7%-a a más nemzetiségűek aránya. A térségben 140 fő nemzetiségi lakos él és 27898 a magyarok száma.
Legtöbben cigányok találhatók a vizsgált területen. Összesen 102 cigány él, a lakosságnak 0,36%-a. A 18 településből nyolcban élnek cigányok, többnyire nem érik el a népesség 1,5%-át. Csupán Győrasszonyfa és Pázmándfalu esetében számottevő a cigányok számaránya, mindkét esetben 3,2%. A falvakban többnyire csak egy vagy kettő cigány család él, jelenlétük nem okoz sehol komolyabb problémát sem munkaerő-piaci, sem egyéb értelemben.
15 fő német található mindössze öt településen (Écs, Győrszemere, Koroncó, Pannonhalma és Ravazd) az összlakosságnak 0,05%-át alkotva. Arányában a legtöbben Koroncón és Ravazdon vannak, ahol a népességnek 0,2%-a német.
Szlovák mindössze tíz él a Sokoró térségben, a lakosság 0,04%-a. Szlovák nemzetiségűek hat településen találhatók, a legnagyobb arányban Ravazdon, ahol a népesség 0,2%-át adják. A szlovákok többsége valószínűleg beházasodott a falvakba, hiszen négy faluban csupán 1-1 szlovák él, míg Nyúlon kettő, Ravazdon négy fő.
Eltérően a megye többi, különösen az osztrák határmenti részeitől, a Sokoró térségében mindössze 1 fő horvát nemzetiségű lakos él Koroncón.
A Sokoró térség falvai tehát nem nemzetiségi települések. Közülük csupán három községben haladja meg a nem magyar nemzetiségűek aránya az 1,0%-ot és két településen a 3,0%-ot, Pázmándfalu és Győrság esetében.

### Iskolai végzettség
Rendkívül fontos mutatója egy térségnek a lehetőségek, fejlesztési irányok szempontjából, hogy a vállalkozásoknak, új beruházásoknak, projekteknek milyen képzettségű humán erőforrásra lehet támaszkodni. Vizsgálataink kiterjednek a 7 éven felüli népesség átlagos iskolai végzettségének az elemzésére, de foglalkoztunk azzal is, hogy bizonyos korcsoporthoz tartozók közül hányan szereztek meg különböző iskolai végzettséget.
Bármelyik vonatkozását vizsgáljuk az iskolai végzettségnek, megállapítható, hogy a Sokoró térség átlagai nagyjából azonosak Győr-Moson-Sopron megye falvainak értékével. Természetesen alacsonyabbak a megye egészétől, hiszen abba a városok mutatói is beleszámítanak.
A hét évnél idősebb népesség átlagosan 8,2 osztályt végzett 1990-ben. A legmagasabb Pannonhalmán, Győrújbaráton és Tápon, ahol 8,5 osztályt ért el. Nyolc osztály alatti érték csak két településen volt Koroncó és Győrasszonyfa esetében (7,8 illetve 7,9 osztály). Ez utóbbi két település alacsony iskolai végzettsége kissé meglepő, hiszen korstruktúrájuk viszonylag fiatal, és az iskolai végzettség – sok más mellett persze – a korstruktúrával függ össze. Ahol elöregedett a népesség ott általában alacsonyabb és fordítva.
A 10 évnél idősebb népesség közül a „0” osztályt végzettek – akik lényegében az analfabétákat jelentik – elenyésző arányban (0,5%) vannak jelen a térségben. Jóval átlagon felüli Győrasszonyfán, Pázmándfalun és Győrságon, ahol meghaladja az egy, sőt két százalékot.
A 15 évesnél idősebbeknek a 73,5%-a végezte el az általános iskolát. Az arány megegyezik a megye falusi átlagával. Egyértelműen az öregedő, kedvezőtlen demográfiai mutatójú településeken rosszabb az arány, ahol mindenhol 70% alatti az érték, legalacsonyabb Kajárpéc és Pázmándfalu esetében.(0-14 éves 21,1%, 15-59 éves 58,6%)

### Munkanélküliség, foglalkoztatottsági gondok
Foglalkoztatási problémák: a munkanélküliség a rendszerváltást követően jelentek meg a Sokoró térségben, csakúgy mint máshol az országban. 1994 év végén a regisztrált munkanélküliek száma 1209 fő volt a Sokoró térségben, s ehhez hozzájött még 343 fő aki szociális jövedelempótló támogatást kapott. Ez 10,2%-os munkanélküliségi rátát, illetve a szociális jövedelempótló támogatásban részesülők esetében 2,9%-ot jelentett. Mindkét adat magasabb volt a megyei átlagnál, s ez egyértelműen kedvezőtlen. A térségen belül jelentősek az eltérések. Legnagyobb a probléma Nyalka, Felpéc, Koroncó és Tényő községeknél, ahol a ráta meghaladta a 18,5%-ot. Hasonló a helyzet a jövedelempótló támogatásban részesülő arányát tekintve, hiszen itt szintén Tényő, Felpéc és Koroncó és még Győrszemere van az élen. Legkisebb a gond Győrasszonyfán és Tápon: mindegyik esetben a ráta alacsonyabb a megyei átlagnál. Ha a szociális jövedelempótló támogatásban részesülteket is beleszámítjuk, úgy a legkevesebb probléma Táp, Győrasszonyfa és Győrság esetében jelentkezett, ahol az értékek 10% alattiak.